# Шаштин, Марианна
Марианна Шаштин (венг. Sastin Marianna, р.10 июля 1983) — венгерская спортсменка, борец вольного стиля, чемпионка мира и I Европейских игр.

## Биография
Родилась в 1983 году в Мошонмадьяроваре. В 2005 году завоевала серебряную медаль чемпионата мира. В 2006 году стала бронзовой, а в 2007 — серебряной призёркой чемпионата Европы. В 2008 году завоевала бронзовую медаль чемпионата Европы, но на Олимпийских играх в Пекине стала лишь 15-й. В 2009 году стала бронзовой призёркой чемпионата мира. В 2010 году завоевала бронзовую медаль чемпионата Европы. В 2011 году стала серебряной призёркой чемпионата мира. В 2012 году приняла участие в Олимпийских играх в Лондоне, но стала лишь 11-й. В 2013 году выиграла чемпионат мира. В 2015 году стала чемпионкой Европейских игр.
На чемпионате Европы 2021 года, который проходил в апреле в Варшаве, в весовой категории до 62 кг, венгерская спортсменка завоевала серебряную медаль.